# Rubus pottianus
Rubus pottianus es una especie de planta del género Rubus, perteneciente a la familia Rosaceae.

## Taxonomía
Rubus pottianus fue descrita por H. E. Weber en 2007.

## Distribución
Se encuentra en el territorio de Alemania.